# Grotell (cráter)
Grotell es un cráter de impacto de 48,25 km de diámetro del planeta Mercurio. Debe su nombre a la ceramista finlandesa-estadounidense Maija Grotell (1899-1973), y su nombre fue aprobado por la  Unión Astronómica Internacional en 2012.